# سينسايشن
سينسايشن (بالإنجليزية: Sensation)‏ هو حدث داخلي خاص بموسيقى الرقص الإلكترونية نشأ في أمستردام بهولندا وتنظمته سنويا ID&T. كان الحدث الأصلي ينظم حصريًا في أمستردام أرينا لمدة خمس سنوات حتى عام 2005، وحاليا يجرى الحفل في شتى بقاع العالم كبلجيكا وكندا وجمهورية التشيك والمملكة المتحدة وإيطاليا ولاتفيا وليتوانيا وهولندا وروسيا وأوكرانيا وتركيا والولايات المتحدة والمكسيك والبرازيل وتشيلي والدنمارك وألمانيا وكوريا الجنوبية ورومانيا وجنوب أفريقيا وسويسرا وتايوان وتايلاند والهند والإمارات العربية المتحدة.

## روابط خارجية
- سينسايشن على موقع ميوزك برينز (الإنجليزية)
- سينسايشن على موقع ديسكوغز (الإنجليزية)